# الاعتراف القانوني بالعلاقات المثلية في ألبانيا
لايتم الاعتراف قانونيا بالعلاقات المثلية حاليا في ألبانيا.
أعلن رئيس الوزراء الألباني صالح بريشا في اجتماع وزاري في 29 يوليو 2009 أن الحكومة ستضغط من أجل قانون يعترف بزواج المثليين. وقال إن القانون سبق أن تم عرضه على البرلمان.
في 5 فبراير/شباط 2010، أصدر البرلمان الألباني قانونًا مناهضًا للتمييز يحظر التمييز على أساس التوجه الجنسية. أشادت جماعات حقوق المثليين بالقانون الجديد لكنها أعربت عن أملها في أن يحافظ بريشا في نهاية المطاف على وعده بشأن تشريع زواج المثليين.
أعلن إغلي توتوزاني، رئيس ديوان المظالم المعروف باسم «المحامي الشعبي» في ألبانيا، في أكتوبر 2013 أنه سيقوم بصياغة مشروع قانون للبرلمان لمناقشة التغييرات في قانون الأسرة التي من شأنها أن تسمح بإدخال زواج المثليين. ولكن وحتى عام 2019، لم يحدث أي تغيير بعد، حيث انتقد النشطاء المثليون تقاعس الحكومة.
في أبريل عام 2018، قامت إريندا بالانكا، رئيسة ديوان المظالم المعروف باسم «المحامي الشعبي» في ألبانيا، بدعم زواج المثليين وتعهدت بدعم حقوق مجتمع المثليين، بما في ذلك الحق في تغيير الجنس للأشخاص المتحولين بشكل قانوني.